# Carmelo Ezpeleta Peidro
Carmelo Ezpeleta Peidro   (Barcelona, 17 de juliol de 1946) és un dirigent esportiu relacionat amb l'automobilisme i el motociclisme català. D'origen basc per línia paterna, ha estat cinc vegades campió d'Espanya de cesta-punta amb l'equip de Catalunya i dues vegades campió de Catalunya.
Durant els darrers anys del circuit de Montjuïc fou l'impulsor del circuit de Calafat, inaugurat el 1974, el qual dirigí fins al 1981. Fou també director general del circuit del Jarama i de les activitats esportives del RACE (1978-1988) on s'encarregà de l'organització, entre altres curses, dels grans premis d'Espanya de Fórmula 1 i de motociclisme disputats en aquell circuit. A la vegada, organitzà el Ral·li d'Espanya i creà el Campionat d'Espanya de ral·lis de terra i l'equip de ral·lis de Ford España, amb el qual Carlos Sainz debutà en el Campionat del Món de l'especialitat.
El 1988 fou nomenat director general del consorci encarregat de la construcció del Circuit de Catalunya i director esportiu del Reial Automòbil Club de Catalunya (RACC), on fou el màxim responsable de l'organització del pas del Ral·li Dakar per Barcelona i de la Baja Aragón. També aconseguí que el Ral·li Catalunya puntués per al Mundial. El 1991 entrà a l'empresa de gestió esportiva Dorna Sports, com a responsable dels esports de motor. El 1998 en fou nomenat conseller delegat i, des de llavors, l'empresa s'ha concentrat en l'organització del Campionat del Món de motociclisme. El 2019 va ser nomenat FIM Legend.
A principis d'abril de 2024, Dorna Sports va passar a estar controlada pel fons d'inversió Liberty Media, propietari també de la Fórmula 1, amb una inversió de 3.600 milions d'euros pel 86% de la societat. El 14% restant va seguir en mans de l'equip directiu, encapçalat per Carmelo Ezpeleta.